# Superkubak Belarusi 2011
La Superkubak Belarusi 2011 è stata la 2ª edizione di tale competizione. Si è disputata il 27 febbraio 2011 a Minsk. La sfida ha visto contrapposte il BATE, vincitore della Vyšėjšaja Liha 2010 e il Torpedo Zhodino, trionfatore nella Kubak Belarusi 2009-2010.
Per la seconda volta nella propria storia, grazie ad un parziale di 3-0, il BATE si è aggiudicato il trofeo.

## Tabellino
| Arbitro: | Sergey Sakharevich (Hrodna) |

|                                       |           |  |
| Baha 30’ Bressan 86’ Njachajčyk 90+2’ | Marcatori |  |